# 福建省昙石山遗址博物馆
福建省昙石山遗址博物馆，又名昙石山文化遗址博物馆，是位于福建省福州市闽侯县的一个考古遗址类专题博物馆。博物馆于1998年依托昙石山遗址而建，隶属于福建省文物局管辖，建筑面积逾7000平方米，馆藏文物3000余件。21世纪，福建省昙石山遗址博物馆先后被列入第三批国家二级博物馆、第一批福建省考古遗址公园等名录。

## 历史
1954年，当地村民在修筑防洪堤坝时发现了位于闽侯县城内的昙石山遗址。1954年—1974年间，华东文物工作队及福建省文物管理委员会等机构先后7次对遗址进行考古发掘，出土了大量文物。通过碳-14测定，考古学者确定昙石山遗址的中、下层文化层为新石器时代晚期遗存，学界将其命名为“昙石山文化”，这是福建省首个被确认的考古学文化。
1996年11月至1997年6月，福建省博物馆进行了第8次发掘，规模和发现内容均为历次之最，并预留部分考古痕迹以进行博物馆的建设工作。1998年4月7日，福建省建立“福建省昙石山遗址博物馆”副处级事业单位，直属于省文化部门管理，并开始基于1996年的发掘遗址建设博物馆馆舍。2001年，博物馆落成开馆，占地面积9.5亩，建筑面积近4000平方米。2004年，为加强博物馆的基础设施建设和遗址保护条件，福建省立项“昙石山遗址保护和博物馆建设”，并在2006年11月国家文物局批准后进入实质性实施阶段。
2008年6月，博物馆新馆展厅主体得以落成并对外开放，翌年年底，随着对考古现场展厅改、扩建的完成，博物馆遗址厅在2010年2月对外开放。2012年10月，福建省启动“昙石山遗址本体保护项目工程”，基于之前的勘察工作与方案设计对遗址进行加固、微生物治理以及长期养护。2018年，博物馆利用VR技术对馆藏370件文物进行3D扫描，虚拟重建1050平方米的遗址风貌，并依托该技术对遗址进行线上展示传播和本体监测，同年9月18日，福建省昙石山遗址博物馆入选为第三批国家二级博物馆。2019年，福建省文物局将“昙石山考古遗址公园”列入第一批省级考古遗址公园。

## 建筑与展览
福建省昙石山遗址博物馆占地面积108亩，建筑面积达7060平方米，正门立有江泽民在2004年题写的“昙石山文化遗址”石刻，东北面建有大型的花岗岩雕塑。正厅位于正门步道西侧150米处，建筑以简约的折板状为主，与因发掘而圮毁的山体互补，外墙则以石锛、石斧为原型的斩假石饰面；遗址厅则在正厅上层的西侧，采用大跨度钢结构、无柱大空间样式。据2024年统计，博物馆藏品总数达1675件（套），其中珍贵文物823件（套）。
博物馆正厅以“海风山骨——昙石山文化陈列”为主题，展线长达220米，展陈面积1460平方米，又可分为“闽在海中”“向海而生”“食在海边”“浮海远洋”四个部分，除遗址中挖出的基本陈列品外，博物馆还使用了仿真场景、雕塑、多媒体、图文资料等方式展示昙石山文化的历史风貌。依托1996年发掘现场所建的遗址厅则具有1050平方米的展陈面积，内有经局部修复19座墓葬、2条壕沟、5座陶窑、1个祭祀台及1个殉狗坑等遗迹。在这两个展厅之外，博物馆亦有临时展厅，展陈面积700平方米，截至2022年，临展厅先后与闽越王城博物馆、青海柳湾彩陶博物馆、河姆渡遗址博物馆等机构合作，举办过“闽越王城文物精品展”“青海彩陶展”“河姆渡文化特展”，以及自行设计布展的“纪念昙石山遗址发现60周年文物特展”等累计40多个临时展览。
博物馆亦与多地博物馆联合办展，例如2015年与2016年先后联合南平市博物馆、三明市博物馆联合举办“南平茶洋窑出土瓷器展”和“福建三明客家民俗文物展”，2017年再联合南平市博物馆举办“寻味千年造盏工艺”展览，并先后巡展于全国各地，2018年，昙石山遗址博物馆自主设计的“昙石山遗址与昙石山文化特展”，亦在全国多地巡回展出。

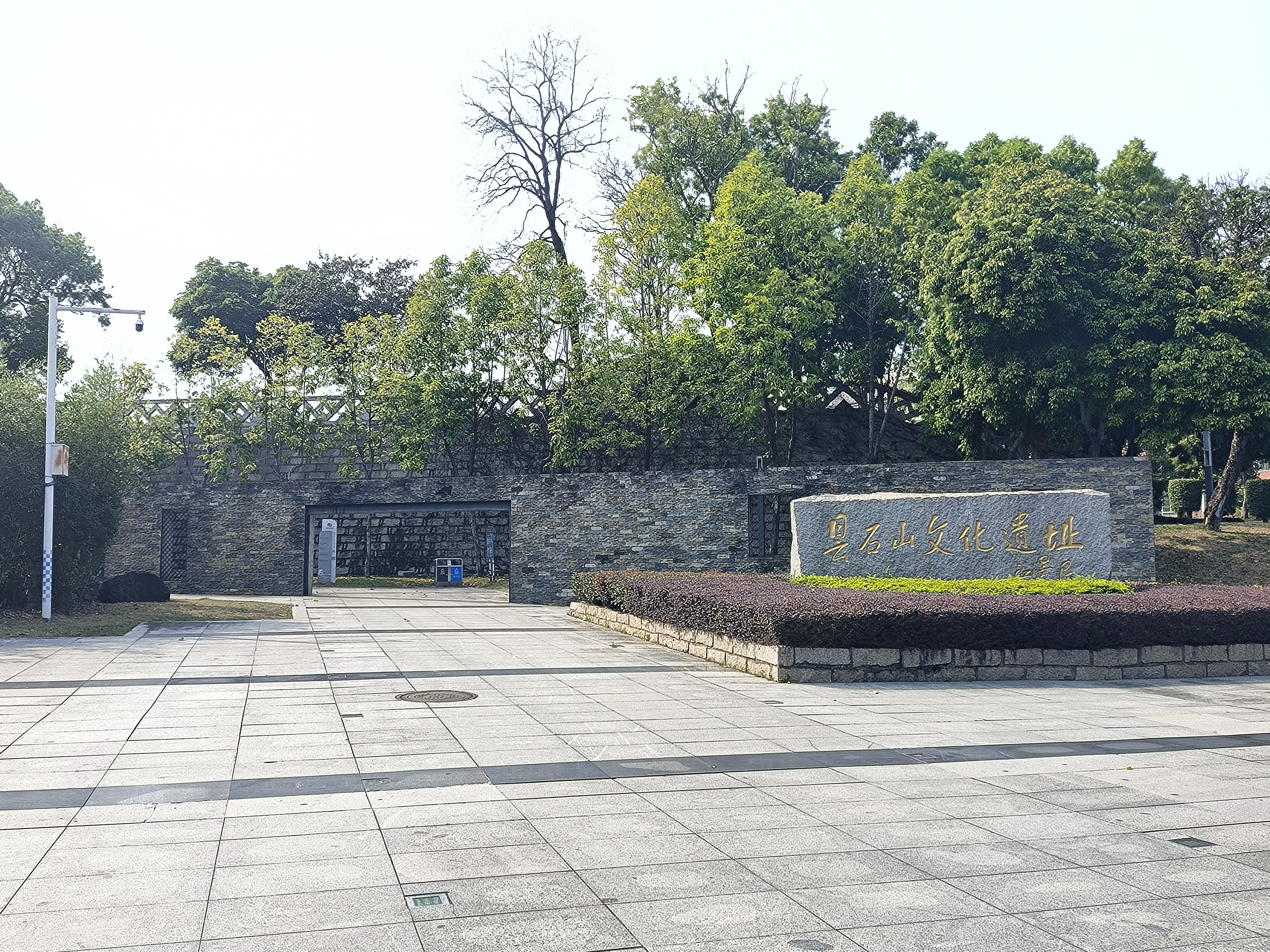
博物馆前广场及江泽民的题字“昙石山文化遗址”。
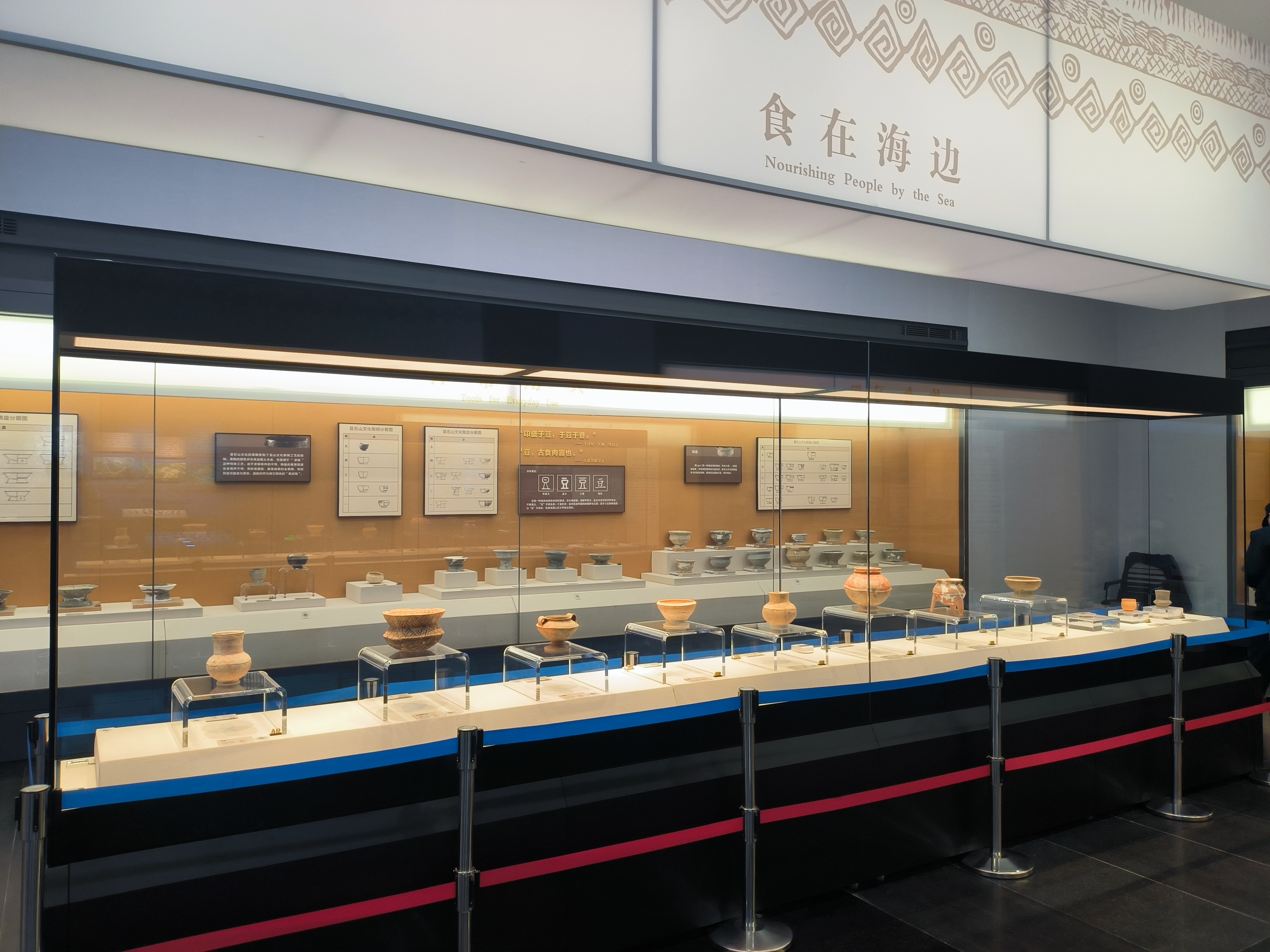
博物馆正厅内展示的昙石山遗址出土器件。
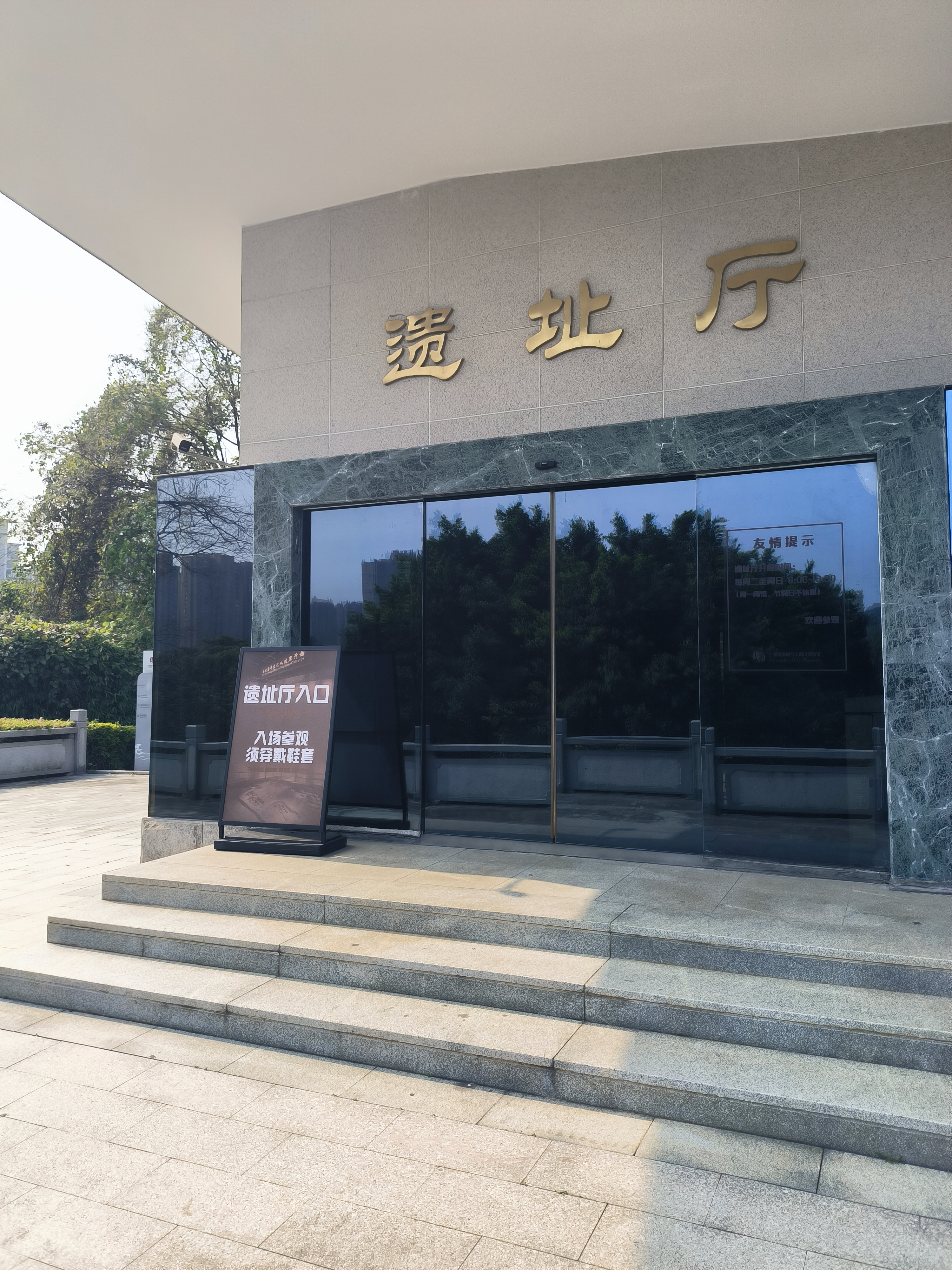
博物馆遗址厅正门。
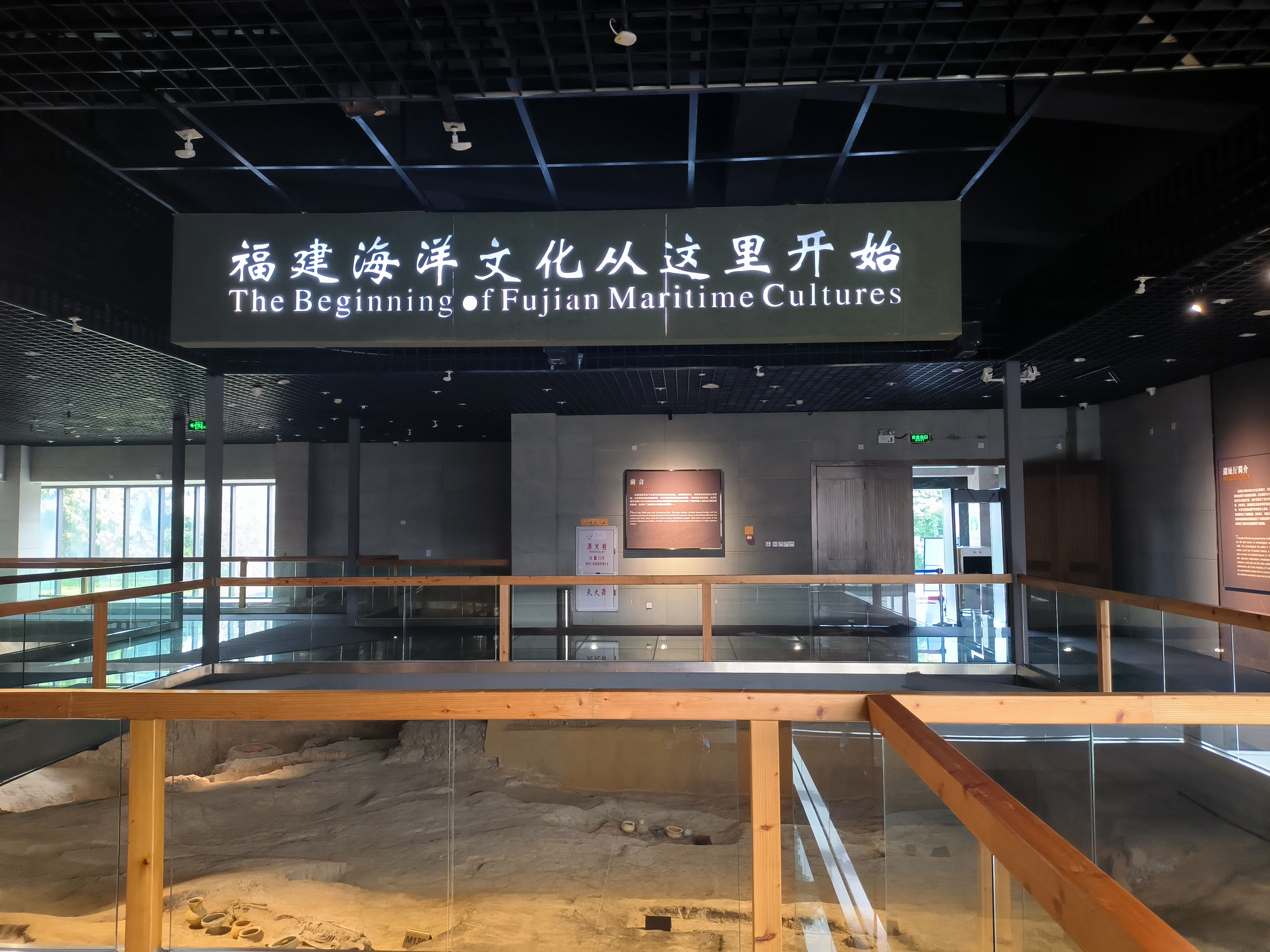
博物馆遗址厅内的考古现场复原场景。
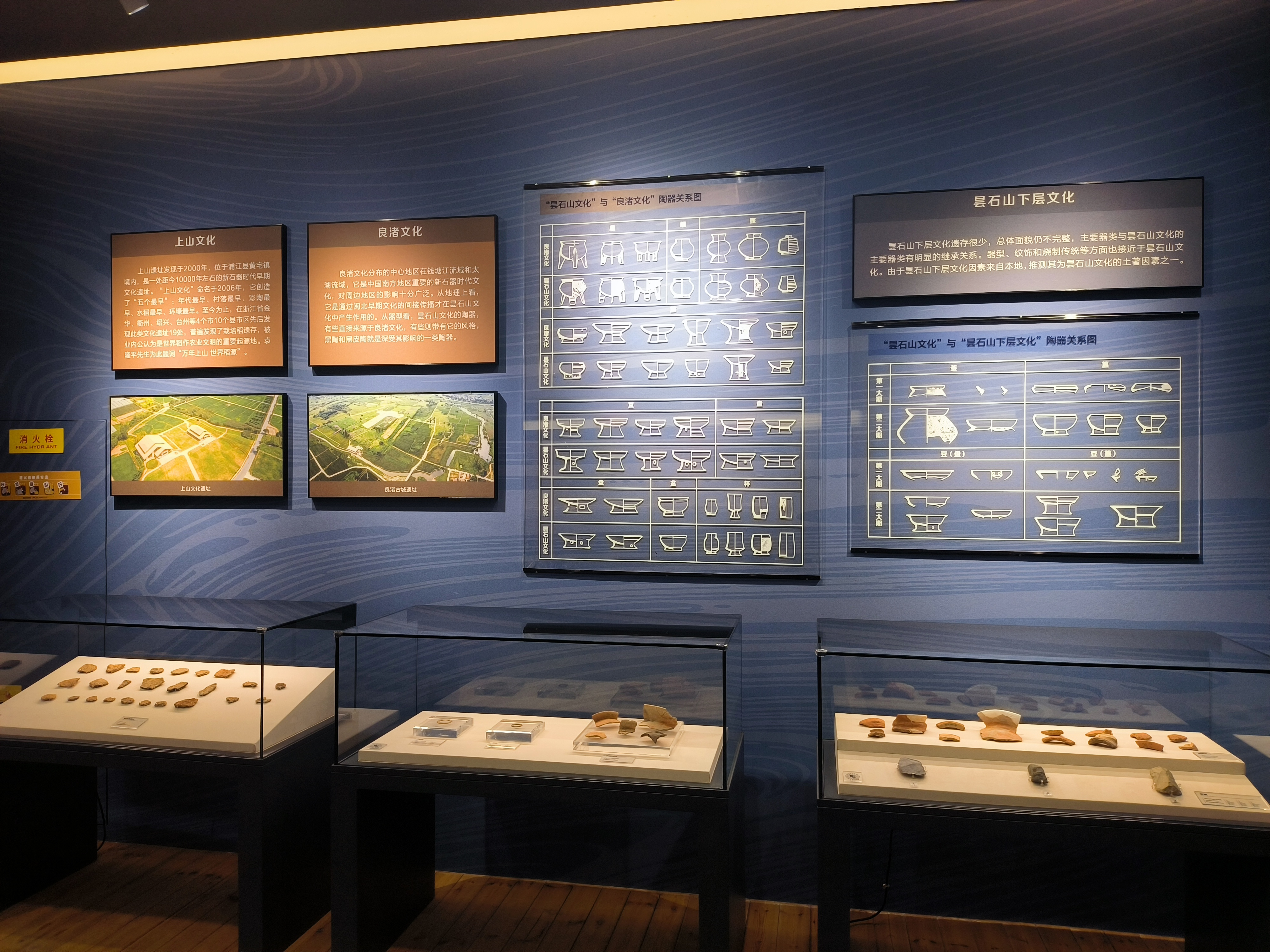
正厅内展出的出土物，辅以对昙石山文化的介绍。

## 对外活动
1998年，福建省昙石山遗址博物馆以首批会员单位的身份参与了中国博物馆协会史前遗址博物馆专业委员会，其后亦加入了考古与遗址博物馆专业委员会、博物馆安全专业委员会、文创产品专业委员会和博物馆数字化专业委员会等。2009年，博物馆曾拍摄、发行过数部文化专题片，以及与出版社联合发行了《昙石山文化解读》三维动漫。
2010年，在国际学术界发表了南岛语族可能起源于昙石山的结论后，法属波利尼西亚议会长奥斯卡·特马鲁发起了一场名为“寻根之路”的活动，率团飞赴福州与当地政府一同在博物馆内参加活动，另有6名参与活动的成员驾着独木舟，自塔希提岛的帕皮提港出发，经考据后的南岛语族人传播路线反向经库克群岛、斐济、菲律宾等国，历经4个月漂流至中国福建，最终抵达终点昙石山遗址博物馆。
2012年起，博物馆与周边的教育机构、军事机构合作，并发展学生志愿者进入博物馆进行宣教，于每年国际博物馆日、文化遗产日等时段举办宣传科普活动，亦通过举办校园征文比赛、开展讲座等方式宣传昙石山文化。